# Liste der Monuments historiques in Broin
Die Liste der Monuments historiques in Broin führt die Monuments historiques in der französischen Gemeinde Broin auf.

## Liste der Immobilien
| Bezeichnung     | Beschreibung | Standort          | Kennzeichnung | Schutzstatus | Datum | Bild           |
| --------------- | ------------ | ----------------- | ------------- | ------------ | ----- | -------------- |
| Kirche St-André | 1751 erbaut  | Grande Rue (Lage) | PA00112163    | Inscrit      | 1976  | weitere Bilder |

## Liste der Objekte
| Bezeichnung                            | Beschreibung                                                                                    | Standort                      | Kennzeichnung | Schutzstatus | Datum | Bild |
| -------------------------------------- | ----------------------------------------------------------------------------------------------- | ----------------------------- | ------------- | ------------ | ----- | ---- |
| Skulptur Heiliger Rochus               | Kalkstein, um 1700                                                                              | in der Kirche St-André (Lage) | PM21000423    | Classé       | 1919  |      |
| Skulptur Heiliger Claudius             | Kalkstein, 16. Jahrhundert                                                                      | in der Kirche St-André (Lage) | PM21000424    | Classé       | 1938  |      |
| Skulptur Christus in der Rast          | Kalkstein, farbig gefasst, 16. Jahrhundert                                                      | in der Kirche St-André (Lage) | PM21000425    | Classé       | 1933  |      |
| Gerahmtes Kruzifix                     | Elfenbein, Eichenholz, vergoldet, Stoff, zweite Hälfte des 17. Jahrhunderts                     | in der Kirche St-André (Lage) | PM21000426    | Classé       | 1944  |      |
| Grabstein für Edme Seguin de Broin     | Kalkstein, bezeichnet 1783                                                                      | in der Kirche St-André (Lage) | PM21000427    | Classé       | 1944  |      |
| Hauptaltar                             | Altartisch, Tabernakel, Altarkreuz und sechs Altarleuchter; Marmor, Metall, versilbert, um 1750 | in der Kirche St-André (Lage) | PM21003051    | Classé       | 1999  |      |
| Gemälde Heiliger Andreas               | Ölfarbe auf Leinwand, vergoldeter Holzrahmen, 18. Jahrhundert; nach François Duquesnoy          | in der Kirche St-André (Lage) | PM21003052    | Classé       | 1999  |      |
| Kommuniontisch                         | Schmiedeeisen, um 1750                                                                          | in der Kirche St-André (Lage) | PM21003053    | Classé       | 1999  |      |
| Skulptur Heiliger Vinzenz von Valencia | Aufsatz eines Prozessionsstabs in Schaukästchen; Holz, bezeichnet 1863                          | in der Kirche St-André (Lage) | PM21003936    | Inscrit      | 1991  |      |
| Skulptur Heiliger Andreas              | Aufsatz eines Prozessionsstabs; Holz, farbig gefasst und vergoldet, 18. Jahrhundert             | in der Kirche St-André (Lage) | PM21003937    | Inscrit      | 1991  |      |
| Gemälde Darstellung des Herrn          | Ölfarbe auf Leinwand, 17. oder 18. Jahrhundert                                                  | in der Kirche St-André (Lage) | PM21003938    | Inscrit      | 1991  |      |
| Kollektenschale                        | Zinn, 17. Jahrhundert                                                                           | in der Kirche St-André (Lage) | PM21003939    | Inscrit      | 1991  |      |